# Pavle
Pavle (kyrill.: Павле) ist ein serbischer und mazedonischer männlicher Vorname lateinischen Ursprungs, der u. a. auch in Montenegro und Slowenien vorkommt. Die deutschsprachige Form des Namens ist Paul. Weiteres zu Herkunft und Bedeutung des Namens siehe hier.

## Verbreitung
Der Name kommt in Deutschland seit 2009 fast jährlich in der Namensgebung vor. Von 2010 bis 2023 wurde er rund 230 Mal vergeben. In der Schweiz ist der Name seit 2017 regelmäßig in den Hitlisten. In Österreich ist der Name seit 1999 in den Hitlisten anzutreffen. Seit 2007 wird er regelmäßig vergeben, seine Beliebtheit ist seitdem stetig gestiegen. Im Jahr 2023 belegte der Name Rang 288.
In Slowenien tragen den Namen Pavle 328 Personen (Stand 2024). Der Name wird in den nordischen Ländern Dänemark und Schweden hin und wieder bei der Namenswahl berücksichtigt. In den USA und Kanada taucht Pavle seit der Jahrtausendwende immer wieder in den Vornamenscharts auf. Der Name ist dort aber nur mäßig beliebt. Sein Vergabe ist auch in Frankreich, England und Schottland nachgewiesen.

## Bekannte Namensträger

### Würdenträger
- Pavle Branović, serbischer Groß-Župan im frühen 10. Jahrhundert
- Pavle (Patriarch) (1914–2009), serbischer Patriarch

### Vorname
- Pavle Davidović (1737–1814), österreichischer General
- Pavle Đurišić (1909–1945), serbischer Oberstleutnant
- Pavle Jovanovic (1977–2020), US-amerikanischer Bobsportler
- Pavle Jurina (1955–2011), kroatischer Handballspieler und Handballtrainer
- Pavle Ninkov (* 1985), serbischer Fußballspieler
- Pavle Savić (1909–1994), jugoslawischer Chemiker und Physiker
- Pavle Jurišić Šturm (1848–1922), Generalfeldmarschall im Königreich Serbien

## Familienname
- Ivan Pavle (* 1955), slowakischer Maler, Zeichner und Bildhauer